# Campionati italiani di taekwondo del 2013
I Campionati italiani di taekwondo del 2013 sono stati organizzati dalla Federazione Italiana Taekwondo e si sono svolti all'interno del  PalaFlorio di Bari, in Puglia, nel weekend dal 22 al 24 novembre 2013.
L'evento, riservato alle cinture nere senior, ha assegnato medaglie in otto categorie di peso diverse sia agli uomini che alle donne.
Si è trattata della quarantaquattresima  edizione dei campionati.

## Podi

### Uomini
| Categoria               | Oro                                       | Argento                                         | Bronzo                                                                      |
| fino a 54 kg (dettagli) | Domenico Zinzi (Centro Tkd Catanzaro)     | Emanuele Riemma (Asd Canguro)                   | Maarten Di Pietro (Dragon Fighter Tkd) Roberto Mengoni (Asd Karisma Latina) |
| fino a 58 kg (dettagli) | Francesco Palma (Tkd Olimpico Club Lecce) | Pasquale Stano (Tae Action Center)              | Gabriele Laganà (New Marzial Mesagne) Carmine Arena (Asd Canguro)           |
| fino a 63 kg (dettagli) | Vincenzo Di Meo (Asd Pol. Flegrea)        | Fabrizio Ciminera (Scuola Tkd Nolano)           | Francesco Trapasso (Centro Tkd Kukkiwon) Gabriele Crisafulli Fiamme Oro     |
| fino a 68 kg (dettagli) | Claudio Treviso Esercito                  | David Thomas (Punto Sport Comuni Medicei)       | Filippo Ronchitelli (Accademia Dorica) Roberto Chiarella Fiamme Oro         |
| fino a 74 kg (dettagli) | Stefano Di Venanzio (Fighter Tkd Adv)     | Luigi Scognamiglio Carabinieri                  | Roberto Botta (Asd Bentis) Sabino Grillo (Olympic Studio Cerignola)         |
| fino a 80 kg (dettagli) | Cristian Clementi Fiamme Oro              | Marco Marazzi (Asd Tkd Smile)                   | Simone Cannellino (Centro Tkd Scauri) Riccardo Persano (Scuola Tkd Genova)  |
| fino a 87 kg (dettagli) | Gennaro Barone (Centro Azzurro Taekwondo) | Gianluca D’Alessandro (Accademia Del Taekwondo) | Gianluca Foderaro (Backlash Academy) Vito Angileri Carabinieri              |
| Oltre 87 kg (dettagli)  | Vito Luiso (Tkd Fisic Center)             | Antonio D’Angelo (Asd Flegrea)                  | Giuseppe Tullo (Kim Yu Sin) Michele Moroso (Tkd Olympic’s Gladiators)       |

### Donne
| Categoria               | Oro                                             | Argento                                       | Bronzo                                                                        |
| fino a 46 kg (dettagli) | Chiara Fiore (Accademia Taekwondo Perulli)      | Valentina Diodato (Fighter Taekwondo Sicilia) | Anna Anniello (New Green Form) Valentina La Manna (Centro Taekwondo Ostia)    |
| fino a 49 kg (dettagli) | Giulia Giordano (Olympic Taekwondo Giannone)    | Roberta Ramazzotto Esercito                   | Maddalena Tortorella (Futurama Club) Cristina Perez (Taekwondo Gold Team)     |
| fino a 53 kg (dettagli) | Lisa Gattella (Edera Tkd Forlì)                 | Serena Napolano (Asd Canguro)                 | Jessica Salsedo (Scuola Taekwondo Nolano) Laura Unterhofer (Zadra Fighting)   |
| fino a 57 kg (dettagli) | Margherita Zocco Fiamme Oro                     | Erica Nicoli (Taekwondo Club Schio)           | Giulia Taschini Fiamme Oro Marta Barletta (Taekwondo Taranto)                 |
| fino a 62 kg (dettagli) | Federica Perugini (Scuola Tkd Genova)           | Lidia Ungari (Scuola Taekwondo Nolano)        | Delia Congedo (Centro Taekwondo Pezzolla) Eleonora Platani Carabinieri        |
| fino a 67 kg (dettagli) | Cristiana Rizzelli (Olympic Taekwondo Giannone) | Dalila Maiozzi Fiamme Oro                     | Michela Grandino (Taekwondo Carpaccio) Sonia Scarabelli (Taekwondo Budrio)    |
| fino a 73 kg (dettagli) | Maristella Smiraglia (Centro Taekwondo Foggia)  | Annapaola Meduri (Taekwondo Salerno)          | Maria Avolio (Centro Azzurro Taekwondo) Valrerya Romanchenko (Ubi Maior)      |
| Oltre 73 kg (dettagli)  | Giulia Colombo (Taekwondo Karisma Latina)       | Filomena Gallone (Asd Condor)                 | Serena Dezio (Centro Azzurro Taekwondo) Maria Letizia Nobile (Athena Fitness) |

## Medagliere società
| Pos. | Società                     | Oro | Argento | Bronzo |   |
| ---- | --------------------------- | --- | ------- | ------ | - |
| 1    | Fiamme Oro                  | 2   | 1       | 3      | 6 |
| 2    | Olympic Taekwondo Giannone  | 2   | 0       | 0      | 2 |
| 3    | Esercito                    | 1   | 1       | 0      | 2 |
| 4    | Centro Azzurro Taekwondo    | 1   | 0       | 2      | 3 |
| 5    | Scuola Tkd Genova           | 1   | 0       | 1      | 2 |
| 6    | Tkd Fisic Center            | 1   | 0       | 0      | 1 |
| 6    | Tkd Olimpico Club Lecce     | 1   | 0       | 0      | 1 |
| 6    | Centro Tkd Catanzaro        | 1   | 0       | 0      | 1 |
| 6    | Asd Pol. Flegrea            | 1   | 0       | 0      | 1 |
| 6    | Fighter Tkd Adv             | 1   | 0       | 0      | 1 |
| 6    | Accademia Taekwondo Perulli | 1   | 0       | 0      | 1 |
| 6    | Edera Tkd Forlì             | 1   | 0       | 0      | 1 |
| 6    | Centro Taekwondo Foggia     | 1   | 0       | 0      | 1 |
| 6    | Taekwondo Karisma Latina    | 1   | 0       | 0      | 1 |
| 7    | Asd Canguro                 | 0   | 2       | 1      | 3 |
| 8    | Carabinieri                 | 0   | 1       | 2      | 3 |
| 9    | Scuola Taekwondo Nolano     | 0   | 1       | 1      | 2 |
| 10   | Tae Action Center           | 0   | 1       | 0      | 1 |
| 10   | Scuola Tkd Nolano           | 0   | 1       | 0      | 1 |
| 10   | Asd Condor                  | 0   | 1       | 0      | 1 |
| 10   | Punto Sport Comuni Medicei  | 0   | 1       | 0      | 1 |
| 10   | Asd Tkd Smile               | 0   | 1       | 0      | 1 |
| 10   | Accademia del Taekwondo     | 0   | 1       | 0      | 1 |
| 10   | Asd Flegrea                 | 0   | 1       | 0      | 1 |
| 10   | Fighter Taekwondo Sicilia   | 0   | 1       | 0      | 1 |
| 10   | Taekwondo Club Schio        | 0   | 1       | 0      | 1 |
| 10   | Taekwondo Salerno           | 0   | 1       | 0      | 1 |
| 11   | Centro Tkd Kukkiwon         | 0   | 0       | 1      | 1 |
| 11   | Kim Yu Sin                  | 0   | 0       | 1      | 1 |
| 11   | New Green Form              | 0   | 0       | 1      | 1 |
| 11   | New Marzial Mesagne         | 0   | 0       | 1      | 1 |
| 11   | Asd Bentis                  | 0   | 0       | 1      | 1 |
| 11   | Backlash Academy            | 0   | 0       | 1      | 1 |
| 11   | Centro Tkd Scauri           | 0   | 0       | 1      | 1 |
| 11   | Dragon Fighter Tkd          | 0   | 0       | 1      | 1 |
| 11   | Asd Karisma Latina          | 0   | 0       | 1      | 1 |
| 11   | Accademia Dorica            | 0   | 0       | 1      | 1 |
| 11   | Olympic Studio Cerignola    | 0   | 0       | 1      | 1 |
| 11   | Tkd Olympic’s Gladiators    | 0   | 0       | 1      | 1 |
| 11   | Centro Taekwondo Ostia      | 0   | 0       | 1      | 1 |
| 11   | Futurama Club               | 0   | 0       | 1      | 1 |
| 11   | Taekwondo Gold Team         | 0   | 0       | 1      | 1 |
| 11   | Zadra Fighting              | 0   | 0       | 1      | 1 |
| 11   | Taekwondo Taranto           | 0   | 0       | 1      | 1 |
| 11   | Centro Taekwondo Pezzolla   | 0   | 0       | 1      | 1 |
| 11   | Taekwondo Carpaccio         | 0   | 0       | 1      | 1 |
| 11   | Taekwondo Budrio            | 0   | 0       | 1      | 1 |
| 11   | Ubi Maior                   | 0   | 0       | 1      | 1 |
| 11   | Athena Fitness              | 0   | 0       | 1      | 1 |